# Championnat de Suisse de rugby à XV 2016-2017
Navigation
LNA 2015-2016 LNA 2017-2018
Le championnat de Suisse de rugby à XV 2016-2017 ou LNA 2016-2017 oppose les huit meilleures équipes suisses de Rugby à XV, du 3 septembre 2016 au 10 juin 2017. 

## Liste des équipes en compétition
| Genève PLO Nyon Lausanne UC Cern Stade Lausanne Hermance Zürich Avusy |

| Équipe                         | Entraineur(s) | Stade                        | Capacité | Ville           |
| ------------------------------ | ------------- | ---------------------------- | -------- | --------------- |
| RC Avusy                       |               | Stade d'Athenaz              |          | Avusy           |
| RC Cern Meyrin Saint-Genis     |               | Stade des Arbères            |          | Meyrin          |
| RC Genève Plan-les-Ouates      |               | Centre Sportif des Cherpines |          | Plan-les-Ouates |
| Hermance Région RC             |               | Stade Marius Berthier        |          | Chens-sur-Léman |
| Stade Lausanne RC              |               | Centre sportif de Chavannes  |          | Lausanne        |
| Lausanne Université Club Rugby |               | Centre sportif de Dorigny    |          | Lausanne        |
| Nyon RC                        |               | Centre sportif de Colovray   |          | Nyon            |
| Grasshopper Zürich             |               | Allmend Brunau               |          | Zürich          |

## Résumé des résultats

### Classement de la phase régulière
| Rang | Club                      | J  | V  | N | D  | Pm  | Pe  | Diff | Pts |
| ---- | ------------------------- | -- | -- | - | -- | --- | --- | ---- | --- |
| 1    | RC Genève Plan-les-Ouates | 14 | 13 | 0 | 1  | 527 | 178 | +349 | 65  |
| 2    | Nyon RC (P)               | 14 | 10 | 1 | 3  | 458 | 273 | +185 | 55  |
| 3    | Lausanne UC               | 14 | 10 | 0 | 4  | 353 | 224 | +129 | 51  |
| 4    | RC Cern (T)               | 14 | 5  | 1 | 8  | 276 | 341 | -65  | 28  |
| 5    | Stade Lausanne            | 14 | 4  | 0 | 10 | 244 | 396 | -152 | 27  |
| 6    | Hermance RRC              | 14 | 5  | 0 | 9  | 226 | 324 | -98  | 27  |
| 7    | Grasshopper Zürich        | 14 | 4  | 1 | 9  | 204 | 420 | -216 | 24  |
| 8    | RC Avusy                  | 14 | 3  | 1 | 10 | 137 | 269 | -132 | 14  |

|  | Qualifiés (no 1, no 2, no 3, no 4)       |
|  | Relégué (no 8).                          |
|  | T : tenant du titre 2016, P : promu 2016 |

### Tableau synthétique des résultats
L'équipe qui reçoit est indiquée dans la colonne de gauche.	
| Clubs                     | AVU   | CER   | PLO   | HER   | SLA   | LUC   | NYO   | ZUR   |
| ------------------------- | ----- | ----- | ----- | ----- | ----- | ----- | ----- | ----- |
| RC Avusy                  |       | 17-17 | 3-17  | 20-19 | 19-14 | 10-20 | 3-22  | 11-12 |
| RC Cern                   | 17-7  |       | 27-52 | 25-0  | 38-5  | 3-44  | 22-40 | 23-5  |
| RC Genève Plan-les-Ouates | 20-10 | 38-5  |       | 51-19 | 77-0  | 44-12 | 21-10 | 36-13 |
| Hermance Région RC        | 21-0  | 20-10 | 7-36  |       | 24-3  | 16-0  | 32-37 | 22-19 |
| Stade Lausanne RC         | 18-24 | 27-30 | 22-26 | 9-8   |       | 18-33 | 30-0  | 29-10 |
| Lausanne UC               | 24-5  | 26-16 | 25-9  | 43-13 | 31-20 |       | 21-34 | 19-0  |
| Nyon RC                   | 7-3   | 35-22 | 25-28 | 45-10 | 76-19 | 26-19 |       | 63-5  |
| Grasshopper Zürich        | 41-5  | 25-21 | 0-72  | 26-15 | 0-30  | 10-36 | 38-38 |       |

|  | Victoire à domicile |  | Match nul |  | Défaite à domicile |

## Phase finale
|  | Demi-finales              | Demi-finales |                           |    | Finale       | Finale       |
|  | Demi-finales              | Demi-finales |                           |    | Finale       | Finale       |
|  |                           |              |                           |    |              |              |
|  | 28 mai 2017               | 28 mai 2017  |                           |    | 10 juin 2017 | 10 juin 2017 |
|  | 28 mai 2017               | 28 mai 2017  |                           |    | 10 juin 2017 | 10 juin 2017 |
|  | RC Genève Plan-les-Ouates | 18           |                           |    | 10 juin 2017 | 10 juin 2017 |
|  | RC Genève Plan-les-Ouates | 18           |                           |    | 10 juin 2017 | 10 juin 2017 |
|  | RC Cern                   | 12           |                           |    | 10 juin 2017 | 10 juin 2017 |
|  | RC Cern                   | 12           | RC Genève Plan-les-Ouates | 8  |              |              |
|  | 28 mai 2017               |              | RC Genève Plan-les-Ouates | 8  |              |              |
|  |                           | Nyon RC      | 15                        |    |              |              |
|  | Nyon RC                   | Nyon RC      | 15                        | 16 |              |              |
|  | Nyon RC                   |              |                           | 16 |              |              |
|  | Lausanne UC               | 8            |                           |    |              |              |
|  | Lausanne UC               | 8            |                           |    |              |              |